# Geografija Slovačke
Slovačka je kontinentalna centralnoevropska zemlja sa planinskim predelima na severu i ravnicama na jugu. Slovačka se nalazi između 49°36'48" i 47°44'21" severne geografske širine i 16°50'56" i 22°33'53" istočne geografske dužine.
Najsevernija tačka je blizu planine Beskidok, na granici sa Poljskom, u blizini sela Oravska Polhora na planinskom vencu Beskidi. Krajnji jug Slovačke se nalazi u blizini sela Patince na Dunavu na granici sa Mađarskom, a najzapadnija tačka je na Moravi, kod sela Zahorska Ves na austrijskoj granici. Najistočnije mesto je u blizini vrha Kremenec, planine u blizini sela Nova Sedlica, gde se spajaju slovačka, poljska i ukrajinska granica.
Najviši vrh je Gerlahovski štit u Visokim Tatrama, čija je nadmorska visina 2.655 m. Najniže mesto je površina reke Bodrog na mađarskoj granici, sa nadmorskom visinom od 94 m.
Površina zemlje je 48.845 km²,od čega je 31% obradivo zemljište, 17% pašnjaci, 41% šume i 3% obradivog zemljišta. Preostalih 8% je uglavnom prekriveno ljudskim građevinama i infrastrukturama, ili stenovitim planinskim grebenima i drugim neobrađenim zemljištem.
Slovačka se sa Poljskom graniči na severu i granica ove dve države je dugačka 547 km, sa Ukrajinom na istoku (98 km), Mađarskom na jugu (679 km), Austrijom na jugozapadu (106 km), i Češkom na severozapadu (252 km). Ukupna dužina slovačke granice je 1.672 km.
Oko 5.391.000 ljudi je živelo u Slovačkoj krajem 2006. godine. Prema popisu iz 2001. godine, 85,8% naroda su činili Slovaci, 9,7% Mađari, 1,7% Romi, 0,8% Česi, 0,4% Rusini, 0,2% Ukrajinci i drugi.
Oko 5.600 ljudi doselilo se u Slovačku 2006. godine, a 1.700 njih se odselilo. Bilo je 53.904 rođenih i 53.301 umrlih.
Prosečna gustina naseljenosti u Slovačkoj je 110 stanovnika po kvadratnom kilometru. Postoje primetne, ali ne i ekstremne razlike između regiona. Najmnogoljudnije oblasti su Bratislava, glavni i najveći grad ove zemlje, kao i njena okolina, ravnice oko Dunava, donja i centralna Váh dolina, i aglomeracije oko gradova Košice i Prešov. Najređe naseljena područja su planinske regije centralne i severoistočne Slovačke. U nekim okruzima gustina naseljenosti je ispod 50 stanovnika po 70 kvadratnih kilometara.